# EuroMed
El grupo EuroMed (Europe Mediterranean) es un evento informal que agrupa a nueve países de cultura mediterránea miembros de la Unión Europea (UE): Chipre, Croacia, Eslovenia, España, Francia, Grecia, Italia, Malta y Portugal.
La alianza, fundada en 2013, agrupa a siete países grecolatinos y, desde 2021, dos países eslavos. La emergencia de este grupo puede ser explicada por las similitudes de los modelos de Estados, económico y social, más la proximidad cultural de sus miembros.
Los objetivos de ese grupo son:
- Crear una alianza del Mediterráneo europeo.
- Promover políticas económicas de relanzamiento.[4]
- Expresar una voz singular de los países del sur de Europa.[5]

Especial relevancia tuvo el EuroMed en la crisis de 2020 derivada de las prospecciones de gas en aguas pertenecientes a Grecia y Chipre, y que a su vez son reclamadas por Turquía. El EuroMed apoyó de forma unánime las tesis griegas tras la declaración de Córcega.

## Características de los miembros
| País          | Capital   | Superficie km² | Población (2016) | PIB nominal per cápita ($) (2015) | PIB en millardos ($) (2015) | IDH (2015) |
| ------------- | --------- | -------------- | ---------------- | --------------------------------- | --------------------------- | ---------- |
| Chipre        | Nicosia   | 9 251          | 838 897          | 26 109                            | 23,3                        | 0.850      |
| Croacia       | Zagreb    |                |                  |                                   |                             |            |
| Eslovenia     | Liubliana |                |                  |                                   |                             |            |
| España        | Madrid    | 505 370        | 46 468 102       | 30 278                            | 1 406,9                     | 0.884      |
| Francia       | París     | 672 369        | 67 595 000       | 37 675                            | 2 421,5                     | 0.897      |
| Grecia        | Atenas    | 131 957        | 10 955 000       | 18 954                            | 204,9                       | 0.866      |
| Italia        | Roma      | 301 336        | 60 599 936       | 35 708                            | 1 815,8                     | 0.873      |
| Malta         | La Valeta | 316            | 445 426          | 24 297                            | 10,5                        | 0.856      |
| Portugal      | Lisboa    | 92 090         | 10 374 822       | 21 747                            | 228,2                       | 0.843      |
| Total EuroMed |           | 1 712 689      | 197 277 183      | 27 824                            | 6 111,1                     |            |

## Historial de los encuentros
| Fecha                    | Lugar de encuentro | Objetivo |
| ------------------------ | ------------------ | --- |
| 9 de septiembre de 2016  | Atenas, Grecia     | Crear una alianza del sur y de promover políticas de relanzamiento económico.                                                                                      |
| 28 de enero de 2017      | Lisboa, Portugal   | Establecer posiciones convergentes en las cumbres de la UE y reflexionar sobre el futuro de esta.                                                                  |
| 10 de abril de 2017      | Madrid, España     | Reafirmar el deseo de profundizar en la Unión a pesar de la retirada británica. Una visión común de la Unión Europea post-brexit.                                  |
| 10 de enero de 2018      | Roma, Italia       | Proteger las fronteras exteriores, fortalecer la seguridad, gestionar la crisis migratoria, impulsar el crecimiento y reformar el Convenio de Dublín.              |
| 29 de enero de 2019      | Nicosia, Chipre    | Hablar de los grandes desafíos de Europa : inmigración, Brexit, reunificación de Chipre.                                                                           |
| 14 de junio de 2019      | La Valeta, Malta   | Encontrar un acuerdo sobre el objetivo cero carbón para la Unión Europea. Aprobar el principio de salario mínimo y del escudo social de base en cada país europeo. |
| 10 de septiembre de 2020 | Ajaccio, Francia   | Defender las posiciones europeas de Grecia y de Chipre en el Mediterraneo oriental frente a Turquía.                                                               |
| 9 de diciembre de 2022   | Alicante, España   | Centraron el debate en torno al Mecanismo de corrección del mercado energético, sobre la propuesta de la Comisión sobre un tope al precio del gas.                 |